# Касма (провинция)
Касма (исп. Provincia de Casma, кечуа Kasma pruwinsya) — одна из 20 провинций перуанского региона Анкаш. Площадь составляет 2262,86 км². Население по данным на 2007 год — 42 368 человек. Плотность населения — 18,7 чел/км². Столица — одноимённый город.

## История
Провинция была создана 25 июля 1955 года.

## География
Расположена в западной части региона, граничит с провинциями Санта (на севере), Уармей (на юге), Уарас и Юнгай (на востоке). На западе омывается водами Тихого океана.

## Административное деление
В административном отношении делится на 4 района:
- Касма
- Буэна-Виста-Альта
- Пуэрто-Касма
- Яутан